# أسماء فيومي
أسماء فيومي، فنانة تشكيلية سورية ولدت في عمان عام 1943، وتخرجت من كلية الفنون الجميلة / قسم التصوير في جامعة دمشق عام 1966.
من رائدات الفنّ النسوي في سورية منذ ستينيات القرن الماضي، وأعمالها مقتناة من قبل وزارة الثقافة السورية، والمتحف الوطني بدمشق، ووزارة الإعلام وضمن مجموعات خاصة في سورية وخارجها.عملت في التلفزيون العربي السوري، وقدمت الموضوعات الاجتماعية والإنسانية عبر الصياغة الخاصة بها، وكان موضوعها المحبب لديها هو المرأة والأرض.
زوجها هو المخرج المسرحي والتلفزيوني السوري غسان جبري، ولديهما أربعة أبناء هادي، فادي، سومر، وزيد (موسيقي أكاديمي مقيم في النرويج).

## نشأتها
ولدت في العاصمة الأردنية عمان من أبوين دمشقيين، والدها كان يملك سينما تدعى الفردوس، وعلى سطحها كانت تعرض الفرق الاستعراضية عروضها، مما جعلها منذ سنواتها الأولى تعشق الفنّ بأنواعه، واكتملت ثقافتها بقراءة والدها الشعر، أصولها مصرية فجدها من مدينة الفيوم في مصر تزوج من سورية، وبعد سن السابعة عادت عائلتها إلى دمشق، والتحقت بمدرسة التطبيقات المسلكية التي تعلمت فيها دروس الرسم والأشغال، ثم تعمقت تجربتها مع اللون في مدرسة ساطع الحصري من خلال غرفة الألوان الزيتية على السطح، وتأثرت بأستاذة الأدب العربي د. نجاح العطار، والأستاذة ليلى الصباغ، ومن ثم دخلت كلية الفنون الجميلة وتخلت عن كلية الحقوق ليدرسها ناظم الجعفري وفاتح المدرس ولاروجينا من إيطاليا الذي أضاف شيئاً إلى طرق التعليم ومفاهيم جديدة مثل مفهوم التكوين الذي لم يكن مطروقاً، وتونات اللون، النقلة النوعية في حياتها كانت مشاركتها بمعرض الخريف وهي طالبة، وتقول عن أسلوبها أنها لم تقتنع بالتجريد في البداية لكن بعد بحثها قدمت مشروع التخرج بأسلوب التجريد وأصبحت تميل إلى موسيقا اللون بلوحات كبيرة.

## سيرتها المهنية
عملت محاضرة في كلية الفنون الجميلة بدمشق، وفي مركز الإعداد الإعلامي التابع لجامعة الدول العربية.
وفي عام 1972 مثلت سوريا في اتحاد التشكيليين العرب في تونس، وكتبت في النقد التشكيلي في بعض الصحف السورية، بالإضافة للرسم في مجلة أسامة للأطفال، وتصميمها أغلفة الكتب ومنها كتاب الجوع لمحمد عمران، والمدينة الفاضلة لهاني الراهب.
كما عملت كمهندسة ديكور في المسرح وفي عدد من أعمال التلفزيون العربي السوري، ومصممة لعدد من شارات المسلسلات وتصميم أزياء الممثلين.

### مشاركات
أقامت أكثر من عشرين معرضاً فردياً محلياً ودولياً وأكثر من خمسين معرضاً مشتركاً، بما فيها كل المعارض المشتركة التي أقيمت في سورية خلال القرن العشرين. كما شاركت في بينالي الإسكندرية في دوراته: 1986، 1970، 1972.

### جوائز
في عام 2018، فازت بجائزة الدولة التقديرية في مجال الفنون عن مجمل أعمالها.